# .su
.su va ser establert en el sistema de noms de domini (DNS) com el domini de primer nivell territorial (ccTLD) de la Unió de Repúbliques Socialistes Soviètiques el 1991. Encara que va seguir en ús després de la seva dissolució a la fi de l'any 1991, en l'actualitat és administrat per l'Institut Rus pel Desenvolupament de Xarxes Públiques.
Una recerca mitjançant el cercador Google per site: .su dona al voltant de 60 milions de resultats.